# エナジック教育福祉財団
一般財団法人エナジック教育福祉財団（エナジックきょういくふくしざいだん）は、「一人一人の命の尊厳を尊重する」という理念を基調とした教育事業、福祉事業及び活動と支援を通じて文化の涵養と社会福祉の向上に資することを目的とする教育福祉財団である。

## 概要
- 所在：沖縄県名護市字瀬嵩296番地
- 設立：2012年（平成24年）7月
- 代表理事：大城博成

## 主な事業
- 地域社会の文化の涵養に資する事業
- 地域住民の健康と体力の増進に資する事業
- 地域の農業及び農産業の活性化と振興に資する事業